# Dynamo région de Moscou (féminin)
Le ŽBK Dynamo région de Moscou (en russe Женский баскетбольный клуб «Динамо» Московская область) est un club russe de basket-ball issu de la ville de Lyubertsy, et représente l’oblast de Moscou. Le club appartient à la Superligue de Russie soit la plus haute division du championnat russe.
La section masculine appartenait elle aussi à la Superligue de Russie, avant de disparaître en 2007.
Il ne faut pas le confondre avec le ŽBK Dynamo Moscou qui représente lui la ville de Moscou.

## Palmarès
- Finaliste de l'Eurocoupe 2008

## Entraîneurs successifs
- Depuis ? : Alexandr Vasin